# Alekseevskaja (metropolitana di Mosca)
Alekseevskaja (in russo Алексе́евская?) è una stazione della Metropolitana di Mosca, situata sulla Linea Kalužsko-Rižskaja. Fu disegnata da S. M. Kravets, Yu. A. Kolesnikova e G. E. Golubev e fu inaugurata il 1º maggio 1958.
In origine la stazione doveva essere decorata come le altre stazioni precedenti, ma il design fu poi modificato dall'opposizione di Nikita Chruščëv agli elementi decorativi non necessari. Di conseguenza, Alekseevskaja presenta linee sorprendentemente pulite per una stazione costruita negli anni cinquanta. I suoi pilastri ottagonali sono in marmo bianco con strisce versi, e gli archi, il soffitto e le griglie di ventilazione sono dipinte di bianco. La luce proviene da eleganti lampadari.
L'ingresso della stazione è situato sul lato est di Prospekt Mira, tra le vie Staroaleksejevskaja (Vecchia Alekseevskaja) e Novoaleksejevskaja (Nuova Alekseevskaja).